# Liste der Biografien/Esl
Liste der Biografien |
Portal Biografien |
Personensuche
# |
A |
B |
C |
D |
E |
F |
G |
H |
I |
J |
K |
L |
M |
N |
O |
P |
Q |
R |
S |
T |
U |
V |
W |
X |
Y |
Z |
?
 
Ea |
Eb |
Ec |
Ed |
Ee |
Ef |
Eg |
Eh |
Ei |
Ej |
Ek |
El |
Em |
En |
Eo |
Ep |
Eq |
Er |
Es |
Et |
Eu |
Ev |
Ew |
Ex |
Ey |
Ez
 
Esa |
Esb |
Esc |
Esd |
Ese |
Esf |
Esg |
Esh |
Esi |
Esk |
Esl |
Esm |
Esn |
Eso |
Esp |
Esq |
Esr |
Ess |
Est |
Esu |
Esw |
Esz
Die Liste der Biografien führt alle Personen auf, die in der deutschsprachigen Wikipedia einen Artikel haben. Dieses ist eine Teilliste mit 8 Einträgen von Personen, deren Namen mit den Buchstaben „Esl“ beginnt.

## Esl

### Esla
- Eslami, Oliver (* 1989), deutscher American-Football-Spieler
- Eslava y Lazaga, Sebastián de (1685–1759), Vizekönig von Neugranada
- Eslava, Miguel Hilarión (1807–1878), spanischer Komponist, Kapellmeister, Musikpädagoge und Musikforscher

### Esle
- Esleve, Christoph von (1580–1646), Benediktiner, später Reiteroberst

### Esli
- Eslick, Edward Everett (1872–1932), US-amerikanischer Politiker
- Eslick, Willa McCord Blake (1878–1961), US-amerikanische Politikerin

### Eslo
- Eslon, Jaan (1952–2000), schwedischer Schachspieler

### Eslu
- Eslund, Theresa (* 1986), dänische Fußballspielerin